# Rio Botizu
O Rio Botizu é um rio da Romênia afluente do Rio Lăpuş, localizado no distrito de Maramureş.